# Lucio dove vai
Lucio dove vai è una canzone di Lucio Dalla composta con la collaborazione di Gian Franco Reverberi per i testi e gli arrangiamenti musicali Sergio Bardotti; pubblicata nel 1967 nel 45 giri Bisogna saper perdere/Lucio dove vai. Nel 1971 il brano fu incluso nel LP Storie di casa mia. 

## Testo e significato
(Lucio Dalla - Lucio dove vai)
Il testo è un monologo con sé stesso.
Già a metà degli anni '60 Lucio Dalla, con questa canzone, raccontava la sua inquietudine, la sua bulimia esistenziale, la frenesia del suo sguardo d’artista..  